# RX Геркулеса
RX Геркулеса (лат. RX Herculis), HD 170757 — тройная звезда в созвездии Геркулеса на расстоянии приблизительно 724 световых лет (около 222 парсек) от Солнца.
Пара первого и второго компонентов — двойная затменная переменная звезда типа Алголя (EA)*. Видимая звёздная величина звезды — от +7,87m до +7,28m. Орбитальный период — около 1,7786 суток.

## Характеристики
Первый компонент (HD 170757A) — белая звезда спектрального класса A0V, или A0, или B9,5V, или B9,5*, или B9V. Масса — около 2,747 солнечной, радиус — около 2,443 солнечного, светимость — около 61,66 солнечной. Эффективная температура — около 11100 K.
Второй компонент (HD 170757B) — белая звезда спектрального класса A0V, или A1. Масса — около 2,326 солнечной, радиус — около 1,998 солнечного, светимость — около 30,2 солнечной. Эффективная температура — около 10016 K.
Третий компонент — коричневый карлик. Масса — около 20,46 юпитерианской. Удалён в среднем на 2,246 а.е..